# William Richardson (Leichtathlet)
William Richardson (William Hord „Bill“ Richardson; * 25. Dezember 1903 in Los Angeles; † 28. Dezember 1969 ebd.) war ein US-amerikanischer Mittelstreckenläufer, der sich auf die 800-Meter-Distanz spezialisiert hatte.
Bei den Olympischen Spielen 1924 in Paris wurde er Fünfter in 1:53,7 min.
Seine persönliche Bestzeit über 880 Yards von 1:53,8 min (entspricht 1:53,1 min über 800 m) stellte er am 17. April 1926 in Palo Alto auf.